# Demetric Bennett
Demetric Antonio Bennett (ur. 25 czerwca 1985 w Albany) – amerykański koszykarz, występujący na pozycji rozgrywającego.
W 2008 roku rozegrał 5 spotkań w barwach Atlanty Hawks podczas letniej ligi NBA w Salt Lake City.

## Osiągnięcia
NCAA
- Udział w turnieju NCAA (2006, 2008)
- Mistrz turnieju konferencji Sun Belt (2006)
- Mistrz sezonu zasadniczego konferencji Sun Belt (2007, 2008)
- Zaliczony do składów[1]:
  - All-Sun Belt First Team (2007, 2008)
  - Sun Belt All-Tournament Team (2008)
- Lider konferencji Sun Belt w[2]:
  - liczbie celnych rzutów za 3 punkty (2008 – 90)
  - skuteczności rzutów za 3 punkty (2008 – 40,5%)

Drużynowe
- Uczestnik rozgrywek EuroChallenge (2008/09)

Indywidualne
- Uczestnik meczu gwiazd:
  - Polska – Gwiazdy PLK (2009)[3]
  - francuskiej ligi LNB Pro A (2010)